# Messier 70
Messier 70 (auch als NGC 6681 bezeichnet) ist ein 9,06 mag heller Kugelsternhaufen mit einer Flächenausdehnung von 7,8' im Sternbild Schütze. M70 ist in Mitteleuropa wegen seiner südlichen Position nicht leicht zu beobachten.